# Consejo Nacional de Suiza
El Consejo Nacional (en alemán: Nationalrat; en francés: Conseil National; en italiano: Consiglio Nazionale; en romanche: Cussegl naziunal) es la cámara baja de la Asamblea Federal de Suiza. Representa al pueblo suizo.

## Composición
El Consejo Nacional está formado por 200 diputados, llamados también consejeros nacionales. Cada cantón constituye una circunscripción electoral que elige al menos un consejero nacional a prorrata de su población, aun si ésta sea inferior a la mediana nacional de habitantes por escaño (que actualmente es de 36.000 habitantes). Los consejeros nacionales son elegidos por medio del escrutinio proporcional.

## Grupos interparlamentarios

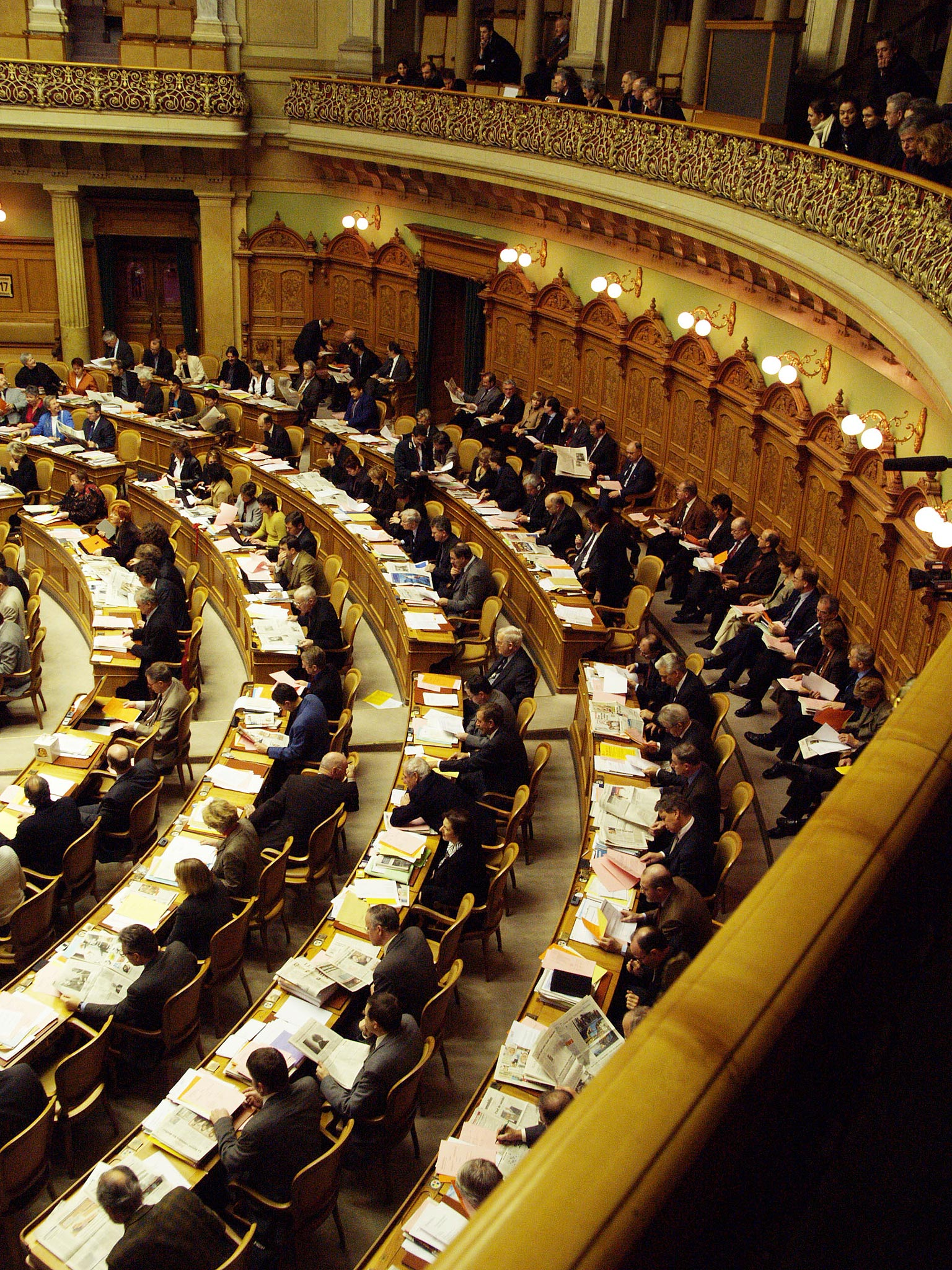
La Asamblea federal en sesión.

El Consejo Nacional tiene algunos grupos parlamentarios, que comprenden miembros del Consejo Nacional, así como del Consejo de los Estados. Estos grupos son formados para reagrupar en su seno todos los diputados interesados en un tema en particular, independientemente de sus partidos políticos. Existe una docena de grupos interparlamentarios, los más importantes son aquellos que se consagran a la economía, el medio ambiente, la educación, la agricultura, etc. Algunos grupos se dedican a estrechar contactos con parlamentos de otros países. 

## Elecciones
El SVP, que había hecho una fuerte campaña para oponerse a la migración, tuvo un fuerte rendimiento. El SVP obtuvo ganancias en Romandía, ganando por primera vez más consejeros nacionales que el FDP en la región. El Centro ganó escaños notablemente, superando al FDP, poniendo en duda el segundo escaño de este último en el Consejo Federal- mientras que el Partido Verde y el Partido Verde Liberal tuvieron un mal desempeño. Aunque los partidos de derecha ganaron escaños en el Consejo Nacional, no obtuvieron una mayoría en la cámara. Los resultados de la primera ronda para el Consejo de Estados vieron la continuación de un cambio gradual hacia la derecha.
|                                    | Partido Popular Suizo              | 714.448 | 27,97 | 62  | +9 |  |  |  |  |
|                                    | Partido Socialista Suizo           | 466.714 | 18.27 | 41  | +2 |  |  |  |  |
|                                    | Partido Liberal Radical Suizo      | 364.053 | 14.25 | 28  | -1 |  |  |  |  |
|                                    | El Centro                          | 359.075 | 14.06 | 29  | +1 |  |  |  |  |
|                                    | Los Verdes                         | 249.892 | 9.78  | 23  | -5 |  |  |  |  |
|                                    | Partido Verde Liberal              | 192.944 | 7.55  | 10  | -6 |  |  |  |  |
|                                    | Partido Popular Evangélico         | 51.850  | 2.03  | 2   | -1 |  |  |  |  |
|                                    | Unión Democrática Federal de Suiza | 31.513  | 1.23  | 2   | +1 |  |  |  |  |
|                                    | Partido Suizo del Trabajo          | 18.435  | 0.72  | 0   | -2 |  |  |  |  |
|                                    | Solidaridad                        | 18.435  | 0.72  | 0   | -2 |  |  |  |  |
|                                    | Liga de Tesino                     | 14.160  | 0.55  | 1   | 0  |  |  |  |  |
|                                    | Movimiento Ciudadano de Ginebra    | 13.019  | 0.51  | 2   | +2 |  |  |  |  |
|                                    | Partido Pirata de Suiza            | 7.072   | 0.28  | 0   | 0  |  |  |  |  |
|                                    | Otros                              |         | 2.80  | 0   | 0  |  |  |  |  |
|                                    |                                    |         |       |     |    |  |  |  |  |
| Votos inválidos y en blanco        |                                    |         |       |     |    |  |  |  |  |
| Total                              | Total                              |         | 100   | 200 | –  |  |  |  |  |
| Votantes registrados/participación | Votantes registrados/participación |         | 46.6  | –   | –  |  |  |  |  |
| Fuente: FSO                        |                                    |         |       |     |    |  |  |  |  |

## Partidos representados
| Nombre | Nombre    | Ideología                                     | Líder(es)                   |  |
| ------ | --------- | --------------------------------------------- | --------------------------- |  |
|        | SVP/UDC   | Conservadurismo nacional Populismo de derecha | Marcel Dettling             |  |
|        | SP        | Socialdemocracia Socialismo democrático       | Mattea Meyer Cédric Wermuth |  |
|        | PLR/FDR   | Liberalismo Liberalismo conservador           | Thierry Burkart             |  |
|        | Die Mitte | Centrismo Conservadurismo social              | Philipp Matthias Bregy      |  |
|        | Grune     | Política verde Progresismo                    | Lisa Mazzone                |  |
|        | GP        | Liberalismo verde Socioliberalismo            | Jürg Grossen                |  |
|        | EVP       | Democracia cristiana Conservadurismo social   | Lilian Studer               |  |
|        | EDU/UDF   | Derecha cristiana Populismo de derecha        | Daniel Frischknecht         |  |
|        | LT        | Regionalismo Populismo de derecha             | Norman Gobbi                |  |

## Composición histórica
| 56    | 7   | 19   | 47      | 22  | 43      |
| SP/PS | AdI | Otr. | FDP/PRD | BGB | CVP/PDC |

| 7   | 48    | 8   | 7    | 52      | 21  | 7   | 44      |
| PdA | SP/PS | AdI | Otr. | FDP/PRD | BGB | LPS | CVP/PDC |

| 49    | 10  | 15   | 51      | 23  | 48      |
| SP/PS | AdI | Otr. | FDP/PRD | BGB | CVP/PDC |

| 53    | 10  | 14   | 50      | 22  | 47      |
| SP/PS | AdI | Otr. | FDP/PRD | BGB | CVP/PDC |

| 51    | 10  | 14   | 51      | 23  | 47      |
| SP/PS | AdI | Otr. | FDP/PRD | BGB | CVP/PDC |

| 53    | 10  | 16   | 51      | 22  | 48      |
| SP/PS | AdI | Otr. | FDP/PRD | BGB | CVP/PDC |

| 50    | 16  | 19   | 49      | 21  | 45      |
| SP/PS | AdI | Otr. | FDP/PRD | BGB | CVP/PDC |

| 46    | 13  | 18   | 49      | 44      | 23      | 7  |
| SP/PS | AdI | Otr. | FDP/PRD | CVP/PDC | SVP/UDC | MR |

| 55    | 11  | 20   | 47      | 46      | 21      |
| SP/PS | AdI | Otr. | FDP/PRD | CVP/PDC | SVP/UDC |

| 51    | 8   | 15   | 51      | 8   | 44      | 23      |
| SP/PS | AdI | Otr. | FDP/PRD | LPS | CVP/PDC | SVP/UDC |

| 47    | 8   | 18   | 54      | 8   | 42      | 23      |
| SP/PS | AdI | Otr. | FDP/PRD | LPS | CVP/PDC | SVP/UDC |

| 41    | 9  | 8   | 15   | 51      | 9   | 42      | 25      |
| SP/PS | DG | AdI | Otr. | FDP/PRD | LPS | CVP/PDC | SVP/UDC |

| 41    | 14 | 23   | 44      | 10  | 35      | 25      | 8  |
| SP/PS | DG | Otr. | FDP/PRD | LPS | CVP/PDC | SVP/UDC | AP |

| 54    | 8  | 16   | 45      | 7   | 34      | 29      | 7  |
| SP/PS | DG | Otr. | FDP/PRD | LPS | CVP/PDC | SVP/UDC | AP |

| 51    | 8  | 19   | 43      | 35      | 44      |
| SP/PS | DG | Otr. | FDP/PRD | CVP/PDC | SVP/UDC |

| 52    | 13 | 16   | 36      | 28      | 55      |
| SP/PS | DG | Otr. | FDP/PRD | CVP/PDC | SVP/UDC |

| 43    | 20    | 16   | 31      | 31      | 62      |
| SP/PS | DG/LV | Otr. | FDP/PRD | CVP/PDC | SVP/UDC |

| 46    | 15    | 12  | 6  | 28      | 9   | 30      | 54      |
| SP/PS | DG/LV | GLP | O. | CVP/PDC | BDP | FDP/PLR | SVP/UDC |

| 43    | 11    | 7   | 7  | 27      | 7   | 33      | 65      |
| SP/PS | DG/LV | GLP | O. | CVP/PDC | BDP | FDP/PLR | SVP/UDC |

| 39    | 28    | 16  | 10   | 25      | 29      | 53      |
| SP/PS | DG/LV | GLP | Otr. | CVP/PDC | FDP/PLR | SVP/UDC |

| 41    | 23    | 10  | 7   | 29    | 28      | 62      |
| SP/PS | DG/LV | GLP | Ot. | DM/LC | FDP/PLR | SVP/UDC |

a El mínimo para ser representado en la columna de resultados es haber obtenido siete escaños o más. Si una formación no alcanza este umbral, será agrupada bajo la categoría de "Otros".